# Micropterix abchasiae
Micropterix abchasiae är en fjärilsart som beskrevs av Aleksei Konstantinovich Zagulajev 1983. Micropterix abchasiae ingår i släktet Micropterix och familjen käkmalar. Inga underarter finns listade i Catalogue of Life.